# Lomatocarpa alata
Lomatocarpa alata är en växtart i släktet Lomatocarpa och familjen flockblommiga växter.
Arten förekommer i Centralasien. Den beskrevs av Jevgenij Korovin och fick sitt nu gällande namn av Pimenov & Sennikov.